# Ostseepokal (Boxen)
Der Ostseepokal ist ein landesweites Boxturnier für Nachwuchsamateure, welches seit 1970 jährlich stattfindet. Das traditionsreiche Turnier gilt als das größte und leistungsstärkste Nachwuchsturnier der Altersklassen 13/14 (U 15), an dem neben Auswahlmannschaften verschiedener Landesverbände auch einzelne Kämpfer deutscher und ausländischer Vereine teilnehmen.
Es wird heute vom Boxverband Mecklenburg-Vorpommern veranstaltet und wurde in der Vergangenheit durch mehrere Boxvereine der Stadt Stralsund ausgerichtet. Aufgrund der hohen Leistungsdichte wurden Sieger und Platzierte des Turniers regelmäßig oft noch im selben Jahr Deutsche Meister, vormals DDR-Meister oder Spartakiadesieger, auch viele spätere Medaillengewinner bei Welt- und Europameisterschaften sowie Olympiateilnehmer starteten beim Ostseepokal.

## Geschichte
Ursprünglich als Pokal der FDJ-Bezirksleitung zweimal in Rostock ausgetragen, wurde danach die Stadt Stralsund Austragungsort des in Ostseepokal umbenannten Turniers. Bis 1989 fanden die Kämpfe und das Training für eine Woche im Frühjahr überwiegend in der Jugendherberge Devin direkt am Ufer des Strelasunds als Freiluftveranstaltung statt.
Langjähriger Hauptkampfrichter war der renommierte AIBA-Kampfrichter Gustav Baumgardt, welcher u. a. auch das Olympiafinale von Seoul im Schwergewicht leitete.
Im Jahr 2019, zum 50. Jubiläum, starteten erstmals auch Mädchen bei Wettkämpfen.
Nach acht Jahren Ostseepokal beim Phoenix SV Stralsund übernahm im Jahr 2021 der Wiking Winner Box-Team OVP aus Wolgast die Rolle des Ausrichters.

## Bekannte Turniersieger
Aus den über 3000 Teilnehmern gingen Landes-, Europa- und Weltmeister sowie Olympiasieger hervor, beispielsweise: Dieter Berg, Jürgen Brähmer, René Breitbarth, Sebastian Sylvester, Andreas Tews, Michael Timm, Andreas Zülow.